# Riudoms (kommunhuvudort)
Riudoms är en kommunhuvudort i Spanien.   Den ligger i provinsen Província de Tarragona och regionen Katalonien, i den östra delen av landet, 400 km öster om huvudstaden Madrid. Riudoms ligger 117 meter över havet och antalet invånare är 5 679.
Terrängen runt Riudoms är platt åt sydost, men åt nordväst är den kuperad.  Närmaste större samhälle är Reus, 5,4 km nordost om Riudoms. Runt Riudoms är det i huvudsak tätbebyggt.